# Korona Kocich Gór
La Korona Kocich Gór est une course cycliste d'un jour créée en 2013 et disputée à Zawonia en Pologne. Elle fait partie de l'UCI Europe Tour depuis 2015, en catégorie 1.2.

## Palmarès
| Année | Vainqueur        | Deuxième       | Troisième       |
| ----- | ---------------- | -------------- | --------------- |
| 2013  | Błażej Janiaczyk | Łukasz Owsian  | Kornel Sójka    |
| 2014  | Wojcieck Halejak | Artur Detko    | Kamil Zieliński |
| 2015  | František Sisr   | Maroš Kováč    | Kamil Zieliński |
| 2016  | Mateusz Komar    | Łukasz Owsian  | Paweł Charucki  |
| 2017  | Łukasz Owsian    | Mateusz Komar  | Maciej Paterski |
| 2019  | Patryk Stosz     | Mateusz Grabis | Michał Podlaski |